# Heizwagen
Heizwagen sind Eisenbahnwagen, die für den Betrieb der Heizungen in Zügen eingesetzt werden. Da die Versorgung der Heizung meist vom Triebfahrzeug aus erfolgt oder die Wagen über autonome Heizsysteme verfügen, stellt der Einsatz von Heizwagen eine Ausnahme dar. Heizkesselwagen wurden zur Versorgung von Dampfheizungen verwendet, sie sind heute nur noch von historischer Bedeutung. Zur Versorgung der heute üblichen elektrischen Zugheizungen werden manchmal Generatorwagen verwendet. Weiters existieren Heizwagen, die für elektrisch beheizte Züge Strom aus der Oberleitung entnehmen können.

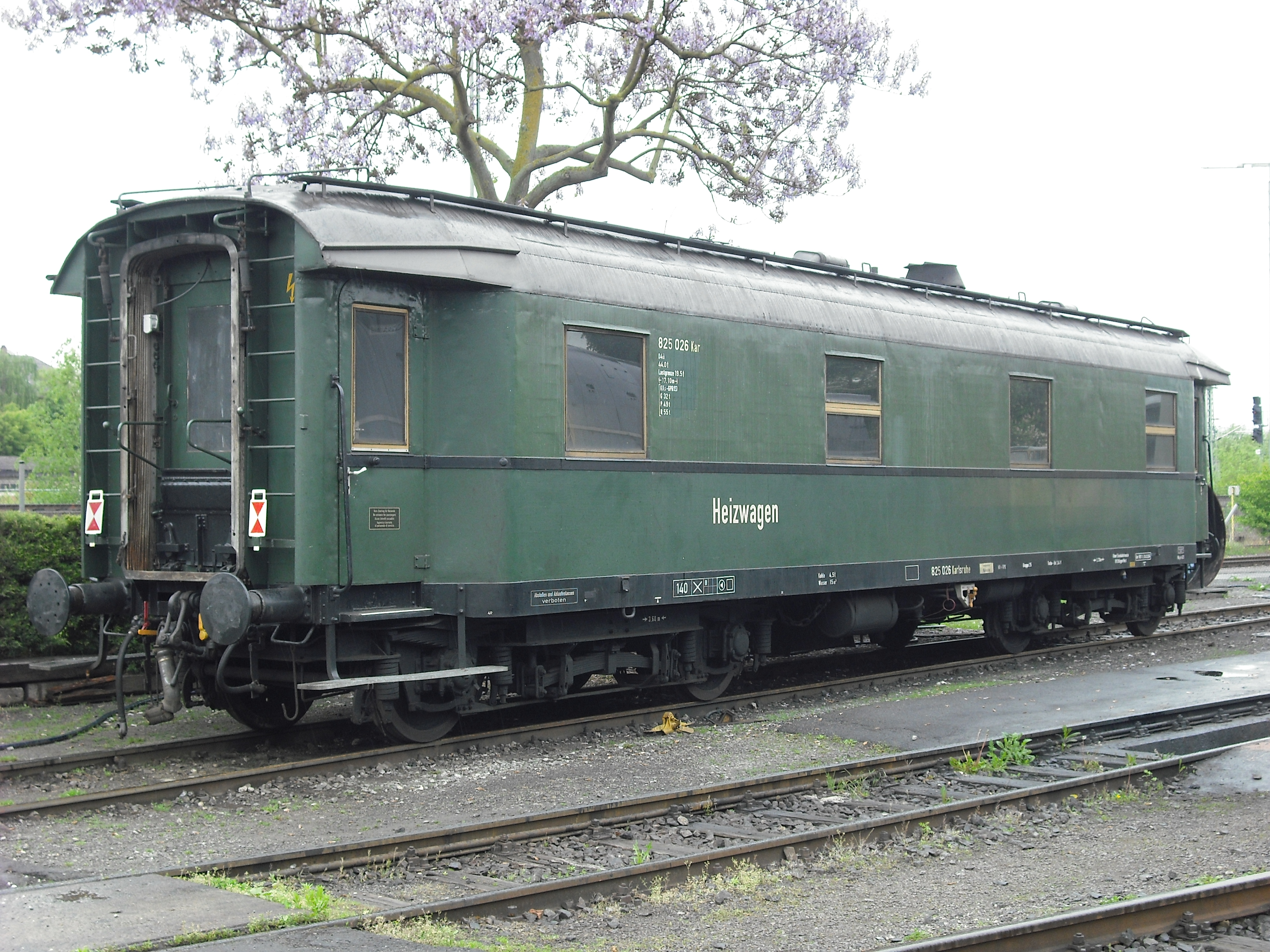
Heizkesselwagen der Bauart 1931–1943 der Ulmer Eisenbahnfreunde beim Süddeutschen Eisenbahnmuseum Heilbronn

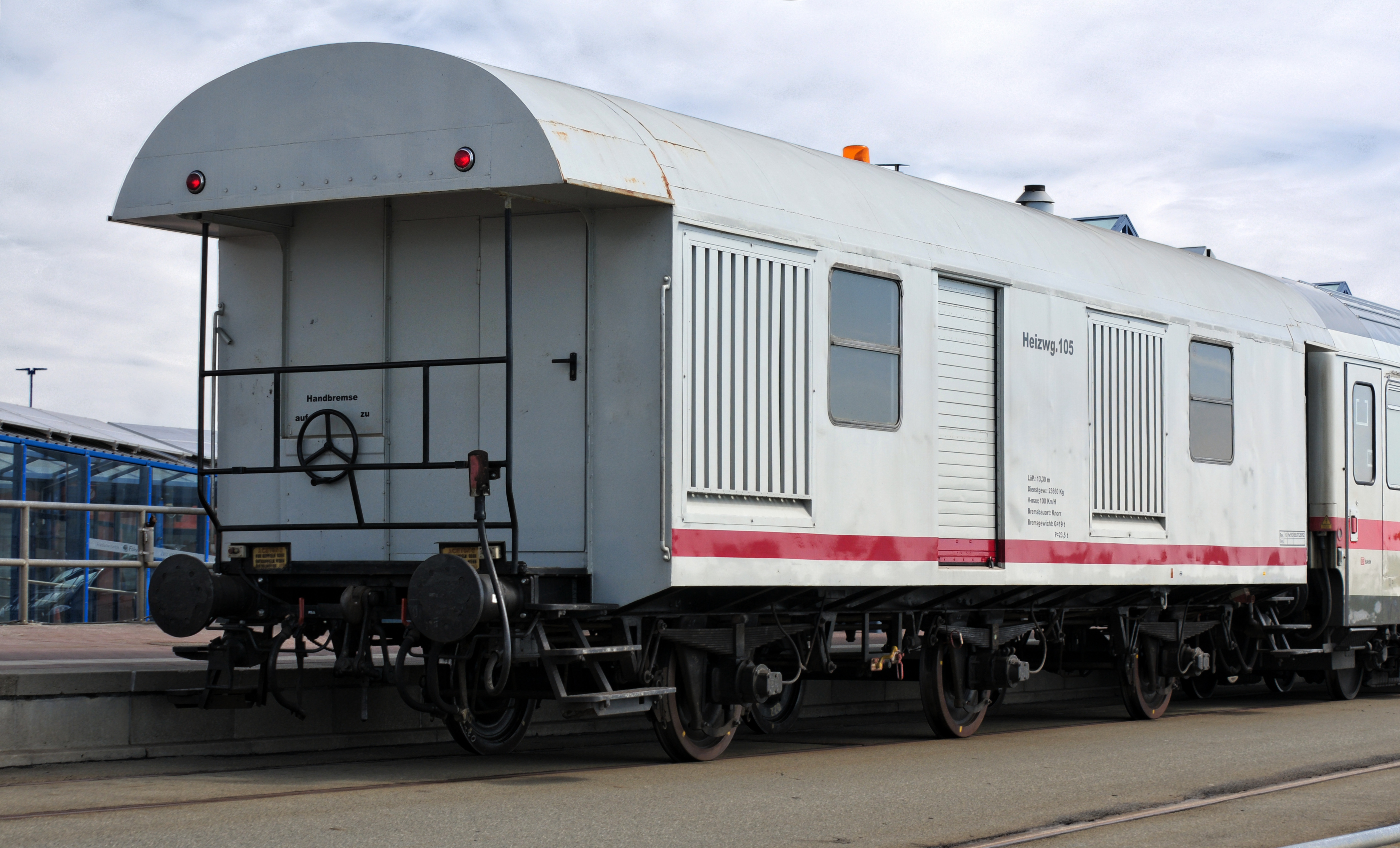
Generatorwagen der Norddeutschen Eisenbahngesellschaft Niebüll

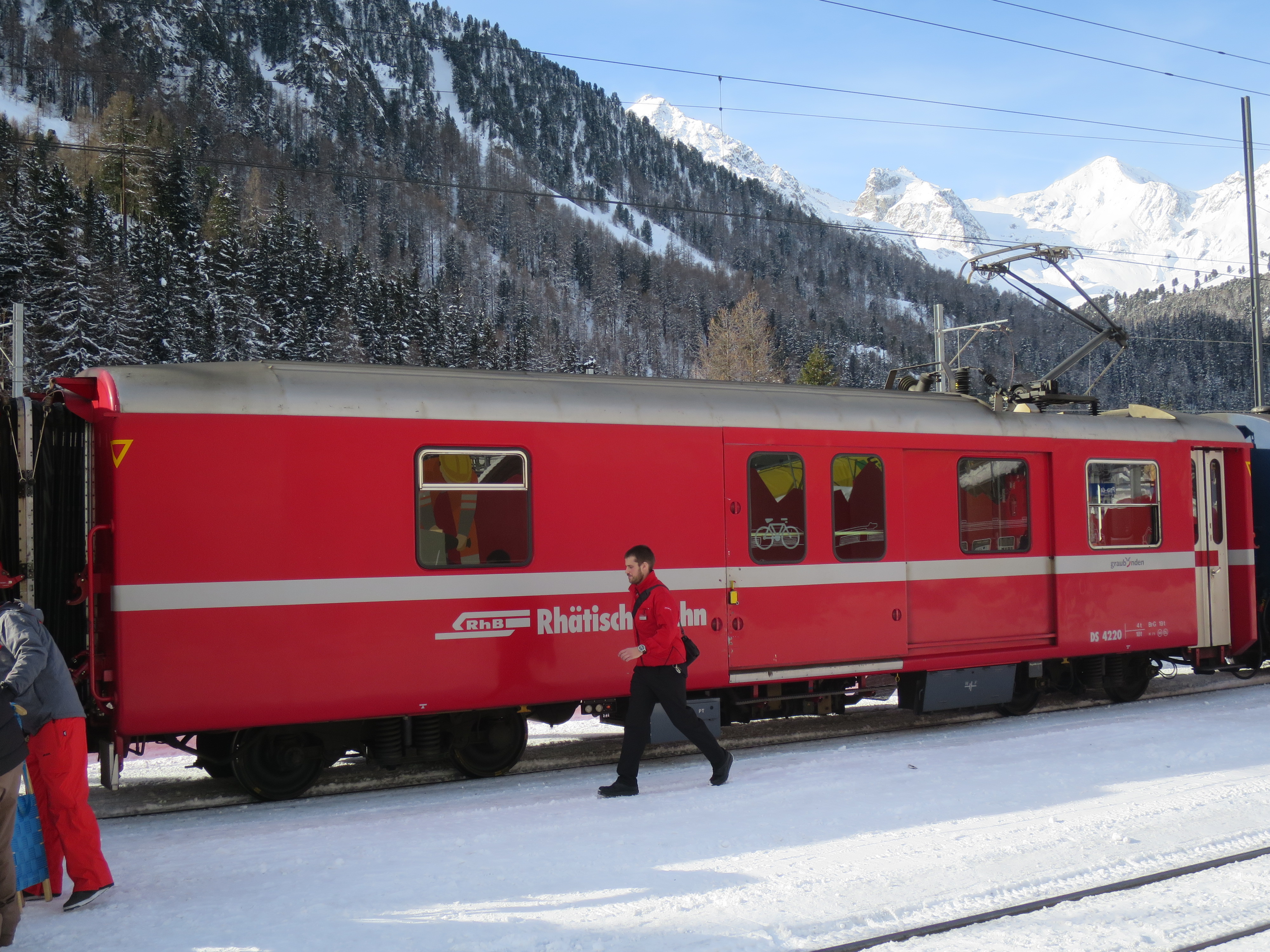
Kombinierter Gepäck- und Heizwagen der Rhätischen Bahn zur Versorgung der elektrischen Zugheizung mit Energie aus der Oberleitung

## Entwicklung der Heizwagen

### Heizkesselwagen
Ab Ende der 1860er Jahre wurde begonnen, Reisezüge mit durchlaufenden Dampfheizleitungen auszustatten. Schon damals entstanden auch Heizwagen, es setzte sich aber schon bald durch, den Dampf über Druckminderer aus den Kesseln der Dampflokomotiven zu entnehmen. Nur bei sehr langen Zügen wurden in kalten Regionen weiterhin zusätzlich Heizkesselwagen eingestellt. Die ersten Heizwagen waren zwei- oder dreiachsig.
Mit dem Aufkommen des elektrischen Betriebs erhielten Reisezugwagen schrittweise entweder zusätzliche oder, bei regional im elektrischen Betrieb eingesetzten Wagen, ausschließlich Einrichtungen für eine elektrische Zugheizung. Elektrolokomotiven wurden eher selten mit Heizkesseln ausgestattet, wobei dies regional unterschiedlich war. Insbesondere im überregionalen Verkehr entstand für Züge die noch nicht mit elektrischer Heizung ausgestattet waren ein Bedarf an Heizkesselwagen.
Triebfahrzeuge mit Verbrennungsmotoren waren zunächst häufig mit Heizkesseln für die Zugheizung ausgestattet. Mit kleiner werdendem Anteil der Dampftraktion wurde zunehmend die Dampfheizung von Zügen obsolet. Für den Personenverkehr konzipierte Dieseltriebfahrzeuge wurden ab den 1960er Jahren (auch hier mit regionalen Unterschieden) mit Heizstromgeneratoren und nicht mehr mit Heizkesseln ausgestattet. Mit dem Ende der Dampfheizung endete auch der Bedarf nach Heizkesselwagen.

### Heizwagen für elektrische Zugheizungen
Die seit der Einführung der elektrischen Traktion gebräuchlichen elektrischen Zugheizungen werden über eine Heizstromleitung mit Energie versorgt. Nachdem diese Leitung heute Klimaanlagen und andere Verbraucher versorgt wird sie als Zugsammelschiene bezeichnet. Auch die Zugsammelschiene wird meist vom Triebfahrzeug versorgt. Seltener erfolgt die Versorgung mit Generatorwagen, die teilweise auch als Heizwagen bezeichnet werden.
Weiters gibt es Heizwagen die mit Stromabnehmern und Transformatoren die Zugsammelschiene mit Energie aus der Fahrleitung versorgen.  Solche Wagen sind auf Schweizer Schmalspurbahnen in Verwendung, weil die Zugsammelschiene nicht für die Länge und den Strombedarf der aktuell dort verkehrenden Züge ausgelegt ist.

## Heizwagen in einzelnen Ländern

### Deutschland

#### Heizwagen der Bauart 1931–1943

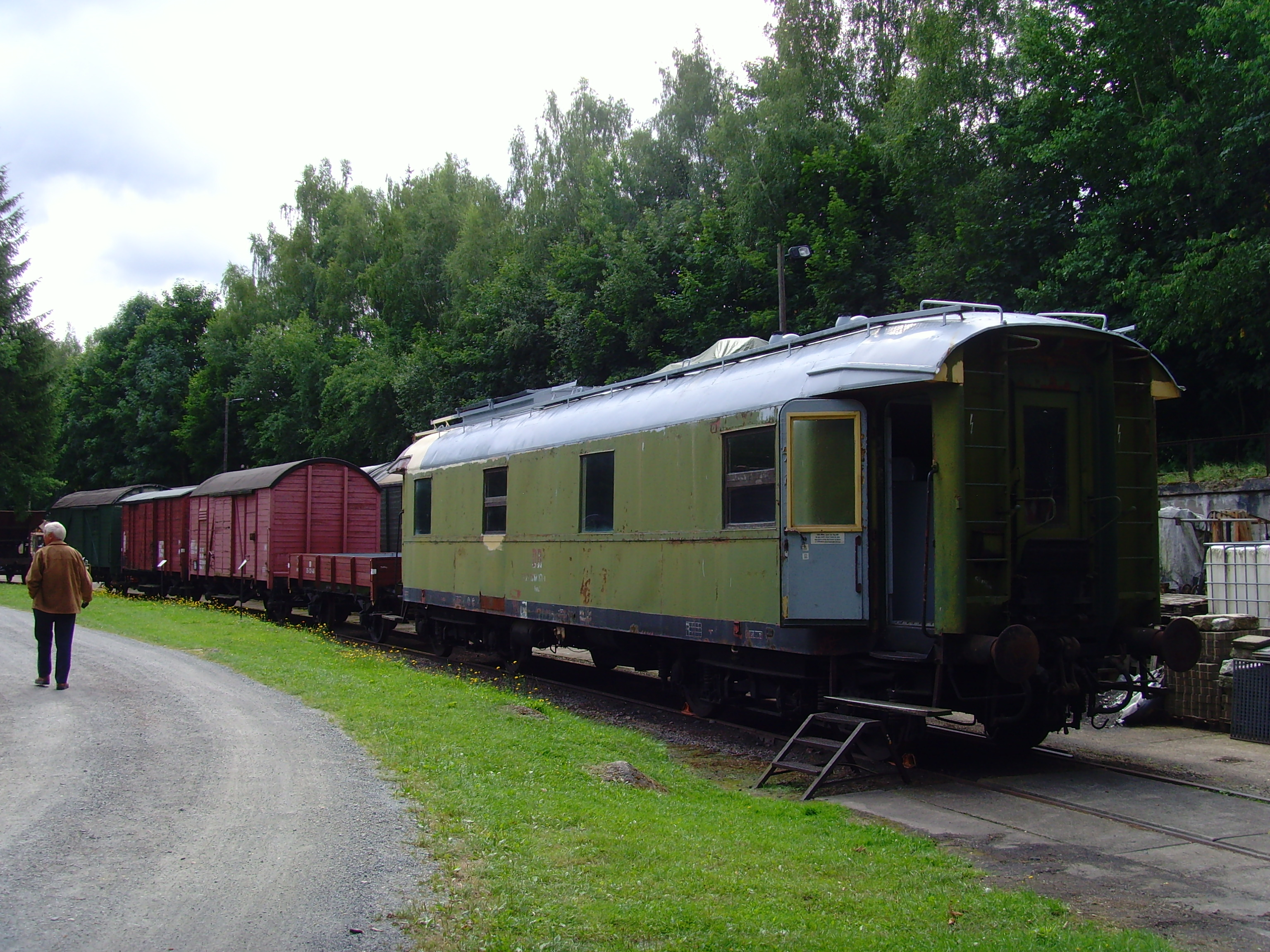
Heizwagen im Eisenbahnmuseum Schwarzenberg

Anlässlich der Elektrifizierung der Bahnstrecke Stuttgart – Ulm – Augsburg – München im Mai 1933 stellte die Deutsche Reichsbahn vierachsige Drehgestellwagen in Dienst, passend zu den damals angeschafften Schnellzugwagen.
Diese Heizwagen wurden von 1931 bis 1943 angeschafft. Allein in den Jahren 1941 bis 1943 wurden 180 Stück vorrangig für militärische Zwecke gebaut (Truppentransporte, Lazarettzüge). Die Wagen verfügen über einen Seitengang und können in der Zugmitte eingestellt werden, um die Reisezugwagen an beiden Zugenden gleichmäßig zu versorgen. Das Gewicht dieser Heizwagen beträgt 62,2 t, die Länge über Puffer 17,10 m. Wegen ihres relativ hohen Gewichts wurden die Wagen auch für entsprechende Testfahrten gerne eingesetzt. Der Kessel zur Dampferzeugung wurde im ursprünglichen Zustand mit Kohle befeuert, die durch Klappen im Dach in entsprechende Kohlenkästen eingefüllt wurde. An jedem Ende des Wagens befanden sich zudem Wasserkästen. Die Feuerung wurde durch ein Gebläse angefacht, weil anders als in Lokomotiven kein Blasrohr verwendet werden konnte, da der Dampf komplett für Heizzwecke benötigt wurde.
Der Einsatz der Heizwagen endete bei der Deutschen Bundesbahn vermutlich ca. 1965, es wurden aber auch noch betriebsfähige Heizwagen um 1971/72 beobachtet. Bei der Deutschen Reichsbahn (DR) waren sie bis 1993 im Einsatz. Dort wurden sie zuletzt als strategische Reserve zur Versorgung von Lazarett- und Militärzügen vorgehalten.
Diese vierachsigen Heizwagen haben heute bei Museumsbahnen eine besondere Bedeutung bekommen. Einerseits ermöglichen sie das Vorheizen der historischen Wagenzüge vor Beginn der Zugfahrten, andererseits werden sie zum Vorwärmen der Schwerölvorräte, Ölfeuerungsanlagen und Kessel der Dampflokomotiven verwendet.
Erhalten sind zwei betriebsfähige Heizwagen der Bauart 1931–1943, davon einer kohlegefeuert, bei den Ulmer Eisenbahnfreunden. Ein Wagen ist auf dem Gelände des Süddeutschen Eisenbahnmuseums Heilbronn vorhanden. Dort wird dieses Fahrzeug zum Vorheizen ölgefeuerter Dampflokomotiven verwendet. Ein weiterer Heizwagen wird derzeit bei der Dampflok-Gemeinschaft 41 096 e. V. zu diesem Zweck aufgearbeitet. Der Verein Sächsischer Eisenbahnfreunde in Schwarzenberg e. V. ist im Besitz eines derartigen Heizwagens, der restauriert wird. Schließlich ist ein nicht betriebsfähiger Heizwagen von außen und innen im Bayerischen Eisenbahnmuseum in Nördlingen zu besichtigen. Das in Nördlingen zubesichtigende Fahrzeug hat folgende Daten:
Kohle 7,0 Tonnen
Wasser 15,3m³
eine Dienstmasse von 40,1 Tonnen
Länge über Puffer 17,10 m
Bremsgewicht  bei Rangierfahrt 56 Tonnen,
bei Personenzug 50 Tonnen
Güterzug 34 Tonnen
zulässige Höchstgeschwindigkeit von 120 km/h.
Dieser wird dort mit der Betriebsnummer: 701344 Mü und als Gattung Hkw im Freigelände ausgestellt.

#### Dampfspeicherwagen DB 7030 Mainz
Als bei der Meterspur-Eisenbahnstrecke Ludwigshafen–Meckenheim die Dampflokomotiven abgelöst werden sollten, stellte sich die Frage nach der Zugheizung. Die neuen Diesellokomotiven der Baureihe V 29 besaßen im Gegensatz zu den normalspurigen Baureihen V 100 oder 215 keine Heizkessel. An den Endbahnhöfen wurden deshalb Dampfspeicherwagen, also spezielle Kesselwagen, mit Dampf gefüllt und die Züge mit diesen beheizt. Das Prinzip der Energiespeicherung funktionierte wie bei den Dampfspeicherlokomotiven. Nach der Einstellung des Personenverkehrs gelangten die Wagen zur Schmalspurbahn Nagold–Altensteig, wo sie nach kurzer Zeit durch Webasto-Standheizungen in den Wagen ersetzt wurden.

#### Osthannoversche Eisenbahnen
Der zweiachsige OHE-Heizwagen 0103² ist im Bestand des VBV – Braunschweig erhalten.

### Schweiz

#### Geschichte

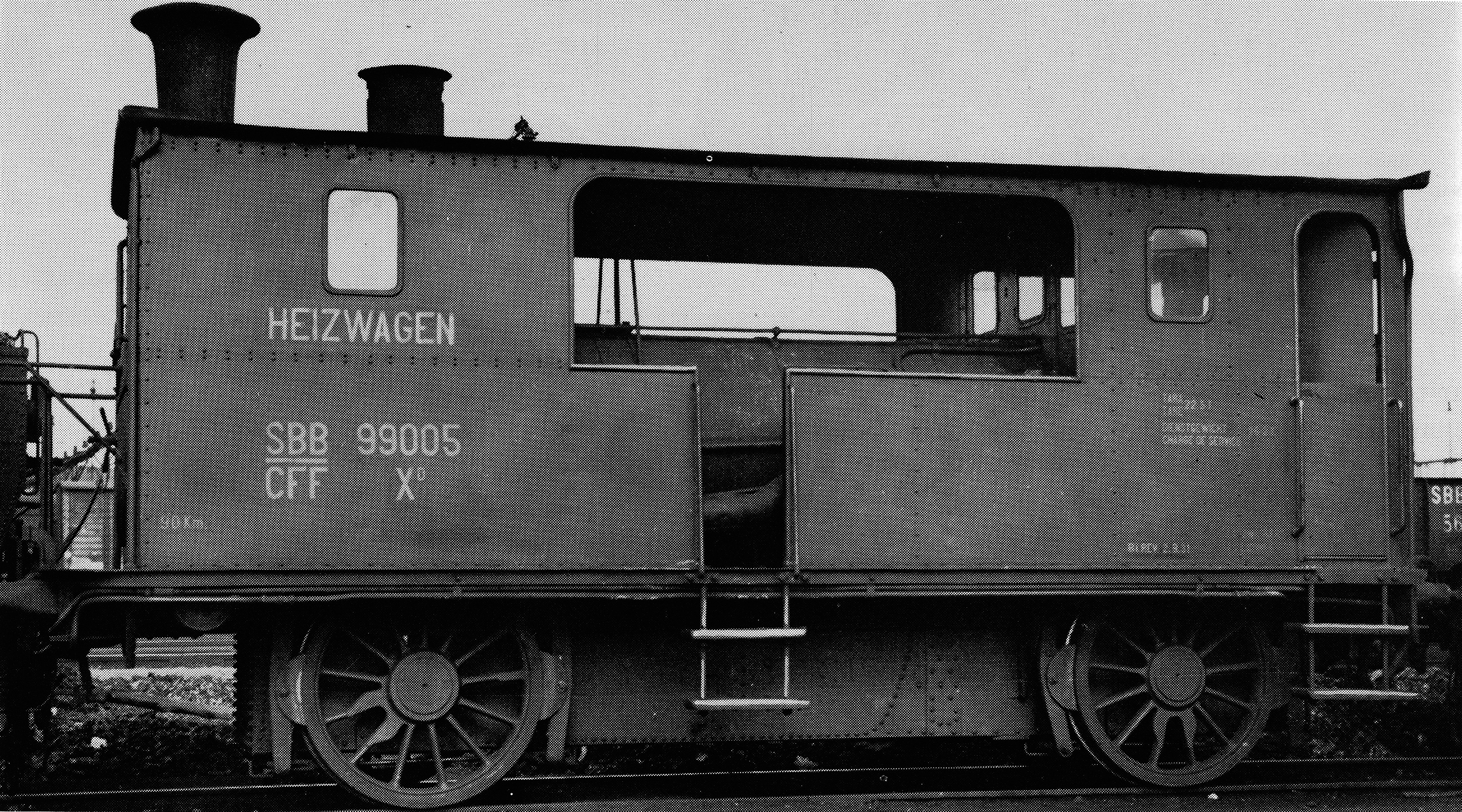
Heizwagen X^{d} 99005 der Schweizerischen Bundesbahnen (SBB), 1920 umgebaut aus einer Dampflokomotive des Typs Ec 2/2.

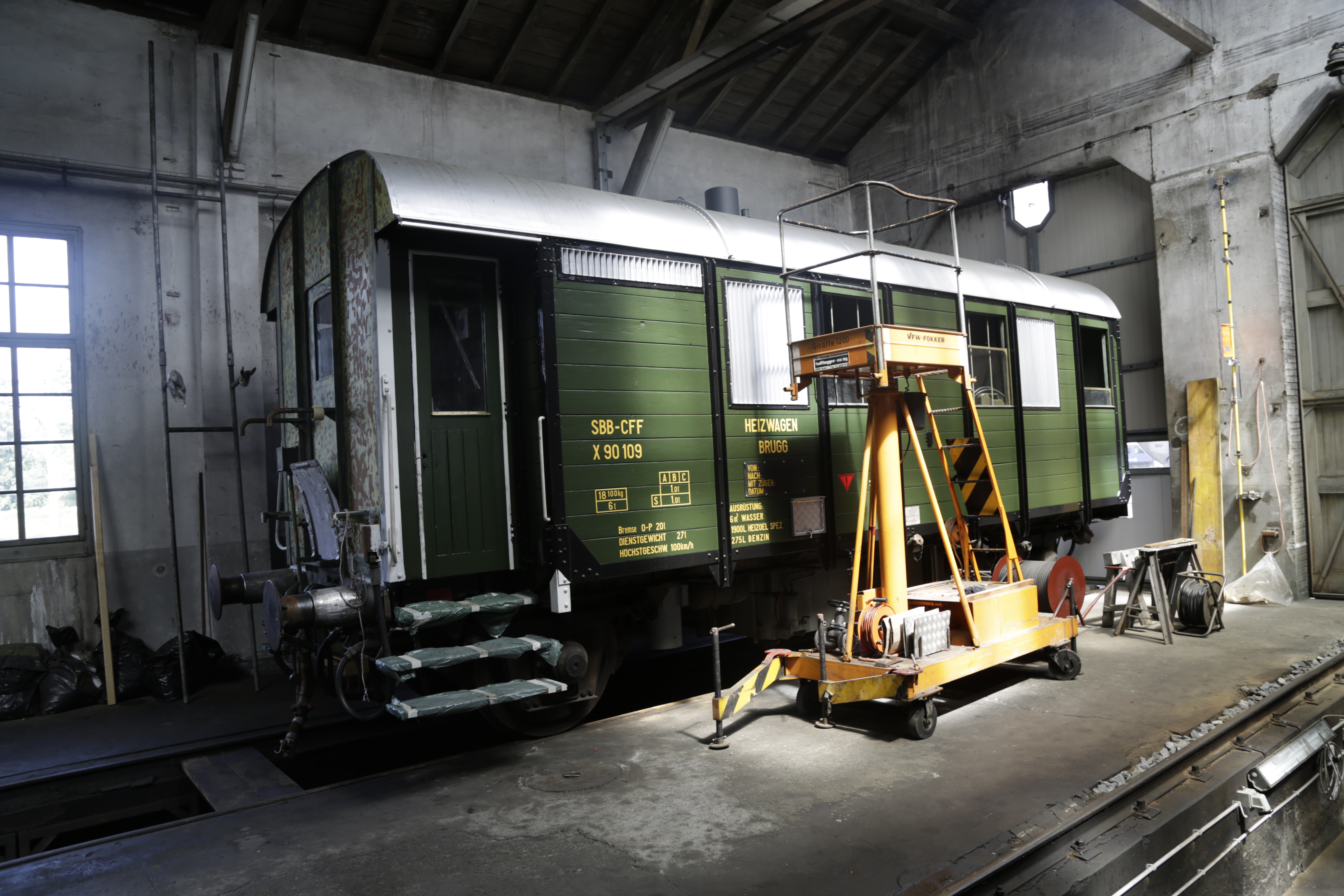
Heizwagen X 90109 der SBB, 1922 erbauter Einheitstyp, 1961–62 umgebaut auf Ölfeuerung

Durch die früh begonnene Elektrifizierung wurden die schweizerischen Reisezugwagen bereits ab diesem Zeitpunkt mit elektrischer Heizung ausgerüstet. Hingegen erforderte die Heizung internationaler Zugskompositionen die Bereitstellung von Heizwagen. Zudem waren zu Beginn der Elektrifikation in den 1920er Jahren für einzelne Inlandzüge Heizwagen erforderlich. Die SBB bauten ab 1919 mehr als dreißig solcher Wagen teilweise aus Dampflokomotiven (Xd 99001-05, 1919–20, Xd 99006–13 1925–27) oder Gepäckwagen (Xdü 99026–30 ex Fü 17502–06 ex GB 1642–46) um, teilweise mit Gepäckwagen-ähnlichen Aufbauten neu auf (Xdü 99031–45). Zehn dieser Wagen wurden Anfang der 1960er Jahre noch auf Ölfeuerung (Xd 90101–10) umgebaut. Der Xd 90109 ist erhalten geblieben und wird vom Verein Mikado1244 im ehemaligen Depot Brugg aufgearbeitet.
1921 wurde versuchsweise der Gepäckwagen Fü 17501 (ex GB 1641) mit einem elektrischen Dampferzeuger ausgerüstet und als Xdü 99099 in Betrieb genommen. Das Experiment blieb ohne Nachfolge.
Neben den SBB hatte die BLS, die 1913 elektrisch in Betrieb ging, fünf Heizwagen Xdü 9201–05 in Betrieb genommen. Diese waren bis in die 1930er Jahre im planmäßigen Einsatz und wurden ab 1935 zu Gepäck- oder Dienstwagen umgebaut. Anfang der 1920er Jahre wurden die von der BLS mitbetriebenen sogenannten Dekretsbahnen auf Anordnung («per Dekret») der Berner Regierung elektrifiziert. Der Umbau der Wagen auf elektrische Heizung zog sich danach bis Anfang der 1930er Jahre hin. Um diese Zeit zu überbrücken, erhielten 15 Gepäckwagen sogenannte Elektrodampfer eingebaut, also elektrische Durchlauferhitzer, die mit Heizstrom von der Lokomotive Dampf erzeugten. Dazu war ein Wasserbehälter von 1500 Liter eingebaut worden. Im Gegensatz zum größeren Wagen der SBB haben sich diese Wagen, die vom Lokführer vor der Fahrt in Betrieb gesetzt werden konnten, über rund zehn Jahre bewährt, bis sie nicht mehr gebraucht wurden.

#### Heutiger Einsatz von Heizwagen
Wegen der nur sehr niedrigen Heizspannung von 320 V setzt die Rhätische Bahn auf der Albulabahn seit einigen Jahren in aus Personenwagen gebildeten Zügen Heizwagen ein. Es handelt sich um umgebaute Gepäckwagen mit Stromabnehmer und Transformator.

### Italien

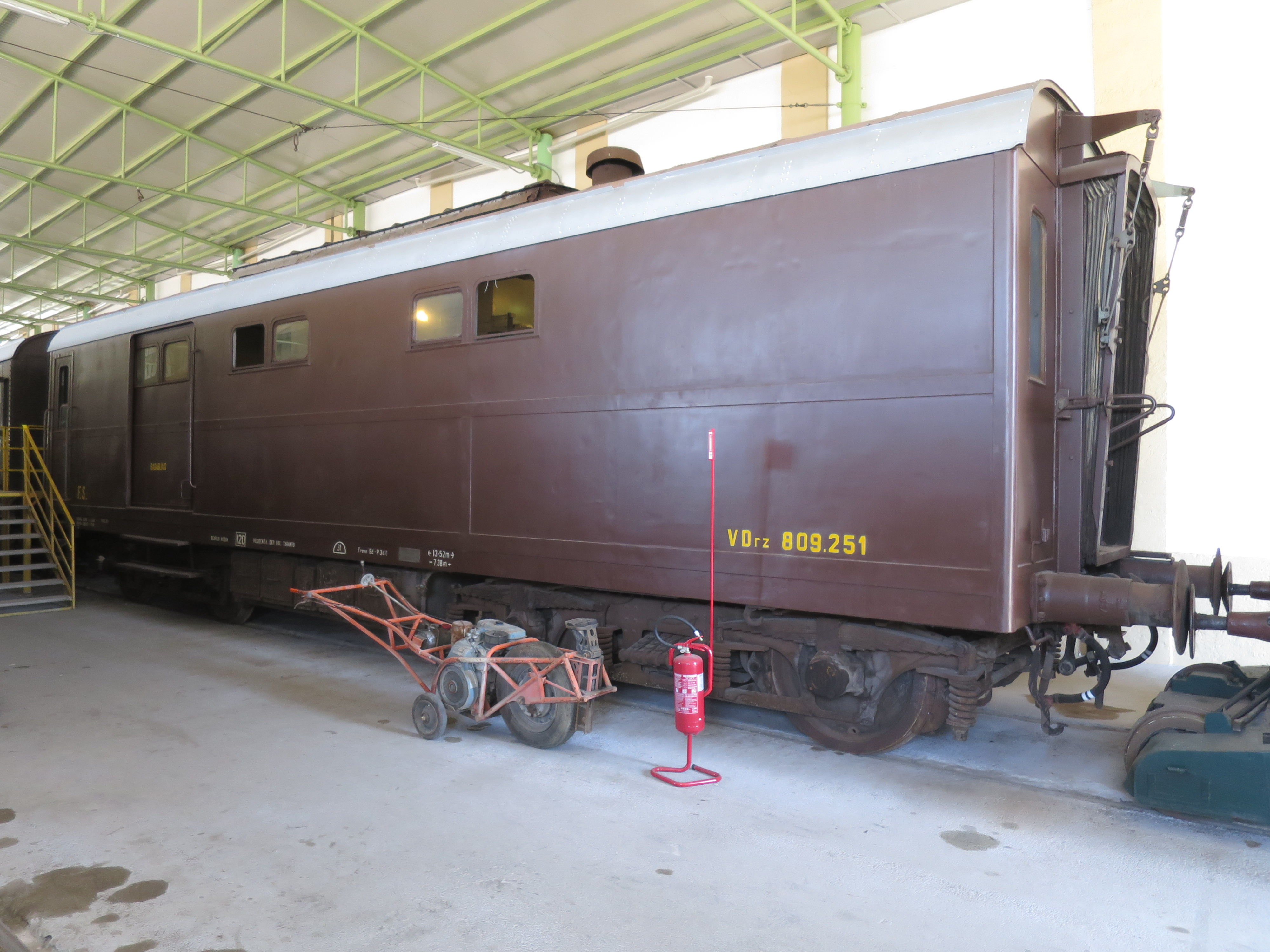
Heizwagen VDrz 809.251 im Eisenbahnmuseum von Apulien

Auch die Ferrovie dello Stato Italiane (FS) setzte Heizwagen in Zügen ein, wenn deren Lokomotiven entweder keine Einrichtung zum Beheizen der Züge mit Dampf hatten oder diese zu schwach war, um den ganzen Zug zu versorgen. In den Wagen standen Boiler, mit denen Dampf für die Heizung erzeugt wurde. Die ersten Heizwagen beschaffte die Staatsbahn 1907/1908. Ab den 1950er Jahren, mit der zunehmenden Umstellung auf elektrische Zugheizung, wurden die Fahrzeuge nach und nach ausgesondert.
Ein solcher Heizwagen, VDrz 809.251 (ursprünglich VDr 917), ist im Eisenbahnmuseum von Apulien erhalten, wo er 2011 restauriert wurde und nun in einer Ausstellungshalle präsentiert wird. Er wurde von Breda in Mailand gebaut. Ursprünglich wurde er mit Steinkohle beheizt, 1966 wurden zwei Tanks eingebaut. Diese fassten 1.250 Liter Heizöl und 8,3 Kubikmeter Wasser. Das Fahrzeug diente im Übrigen als Gepäckwagen.

### USA
In den USA bauten einige Bahngesellschaften Dampfheizwagen aus Diesellokomotiven um. Beispielsweise betrieb die Denver and Rio Grande Western Railroad bis 1983 Jahre Heizwagen, die in den 1960er Jahren aus Alco PB-1 umgebaut und später mit anderen Drehgestellen versehen wurden.